# Charles-Guillaume de Nassau-Usingen
Charles Guillaume (9 novembre 1735 à Usingen – 17 mai 1803) est le Prince de Nassau-Usingen de 1775 jusqu'à sa mort. De 1797 jusqu'à sa mort, il est aussi prince titulaire de Nassau-Sarrebruck, cependant, Nassau-Sarrebruck est occupé par la France au cours de cette période.

## Biographie
Il est le fils aîné du prince Charles de Nassau-Usingen et sa femme, Christiane-Wilhelmine de Saxe-Eisenach, fille du duc Jean-Guillaume de Saxe-Eisenach.
En 1770, Charles Guillaume devient Lieutenant-général dans l'armée néerlandaise. En 1789, il est promu général et en 1790 colonel du régiment Wallon et le capitaine des grenadiers.
En 1775, il succède à son père en tant que prince de Nassau-Usingen. En 1783, il conclut un traité de l'héritage avec les princes de Nassau-Sarrebruck, Nassau-Weilbourg et de Nassau-Dietz (c'est-à-dire d'Orange-Nassau), dans laquelle il est convenu que les terres Nassau seraient indivisibles et que la succession entre les différentes branches selon la primogéniture serait observé.
En 1797, le prince Henry Louis de Nassau-Saarbrücken est mort sans enfants et Charles-Guillaume hérite de sa principauté. Toutefois, en vertu du Traité de Lunéville, les territoires sur la rive gauche du Rhin sont perdus pour la France. Le Recès de la Diète d'Empire de 1803 apporte en compensation à Charles-Guillaume des territoires pris sur l'Électorat de Mayence, l'Électorat de Cologne, les Électeurs du Palatinat et de la Hesse.
Charles-Guillaume est décédé plus tard dans l'année. Puisqu'il n'a pas d'héritier mâle, il est remplacé par son frère cadet, Frédéric-Auguste de Nassau-Usingen.

## Mariage et descendance
Charles-Guillaume épouse la comtesse Caroline Félicitée de Leiningen-Dagsbourg, la fille de Christian-Charles-Reinhard de Leiningen-Dagsbourg-Falkenbourg. Charles, Guillaume et Caroline-Félicitée ont quatre enfants dont une seule parvient à l'âge adulte :
- Caroline de Nassau-Usingen (1762-1823), qui épouse Frédéric de Hesse-Cassel-Rumpenheim (1747-1837), le fils du comte Frédéric II de Hesse-Cassel et Marie de Grande-Bretagne et le fondateur de la branche cadette de la Hesse-Cassel-Rumpenheim.